# Anna Sloan
Anna Sloan (* 5. Februar 1991 in Lockerbie) ist eine schottische Curlerin. Zuletzt spielte sie auf der Position des Third im Team von Eve Muirhead. 

## Karriere
Sloan begann ihre internationale Karriere bei der Mixed-Europameisterschaft 2007, bei der sie im schottischen Team von Gordon Muirhead als Lead spielte. Das Team erreichte den fünften Platz. Als Skip des Teams Großbritannien nahm sie am Europäischen Olympischen Winter-Jugendfestival 2009 teil und gewann dort die  Goldmedaille. Danach spielte sie teilweise als Third im Team von Eve Muirhead, teilweise aber auch als Skip eines eigenen Teams.
Als Skip des Teams Schottland wurde sie bei der Weltmeisterschaft 2011 Siebte.  Bei der Winter-Universiade 2011 war sie Skip des Teams Großbritannien und konnte die Goldmedaille gewinnen. 
Als Third im Team von Eve Muirhead gewann sie bei den Curling-Juniorenweltmeisterschaften 2009 und 2011 die Goldmedaille. Seit der Saison 2011/2012 spielt sie dauerhaft als Third in diesem Team. Sie gewann die Curling-Weltmeisterschaft der Frauen 2013 und wurde bei der Weltmeisterschaft 2017 Dritte. Bei den Europameisterschaften gewann sie zweimal die Goldmedaille (2011 und 2017), vier Silbermedaillen (2010, 2012, 2013 und 2015) und zwei Bronzemedaillen (2014 und 2016). 
2014 nahm sie mit dem britischen Team (Skip: Eve Muirhead, Second: Vicki Adams, Lead: Claire Hamilton, Ersatz: Lauren Gray) an den Olympischen Winterspielen 2014 in Sotschi teil und gewann nach einem Sieg im Spiel um Platz 3 gegen das Schweizer Team von Mirjam Ott die Bronzemedaille.
Sloan vertrat mit Eve Muirhead, Vicki Adams und Lauren Gray Großbritannien bei den Olympischen Winterspielen 2018. Mit einem dritten Platz nach der Round Robin zog sie in die Finalrunde ein, erlitt dort aber zwei Niederlagen gegen Schweden (Skip: Anna Hasselborg) im Halbfinale und gegen Japan (Skip: Satsuki Fujisawa) im Spiel um Platz drei und belegte schlussendlich den vierten Platz.
Sie spielte im Team Muirhead sehr erfolgreich auf der World Curling Tour und hat dort zahlreiche Wettbewerbe gewonnen.
Im Sommer 2018 gab sie ihren vorläufigen Rücktritt vom Curling-Sport bekannt. Sie wird im Team Muirhead durch Jennifer Dodds ersetzt.

## Privatleben
Sloan hat an der Glasgow Caledonian University studiert und einen Abschluss im Fach Sport and Active Lifestyle Promotions. 2014 wurde ihr von ihrer Universität ein Ehrendoktorgrad verliehen.